# Albert Cuypstraat 182
Het pand Albert Cuypstraat 182 is een gebouw aan de Albert Cuypstraat in De Pijp te Amsterdam-Zuid. Het is een van een drietal gemeentemonumenten in die straat.
Het symmetrische gebouw steekt voor wat betreft grootte, robuustheid en soliditeit af tegen de belendingen en overzijde van de Albert Cuypstraat. De aanpalende woonhuizen en de woonhuizen aan de overzijde hebben last van verzakkingen etc., maar deze kerk staat nog pontificaal recht. De kerk zonder kerktoren, de Buiten-Amstelkerk, kwam er in 1892 als laatste zogenaamde doleantiekerk voor de afgescheiden groep gereformeerden onder leiding van Abraham Kuyper. Het is een rechthoekige gebouw met dito zaal met inwendige galerijen. In de jaren zestig van de 20e eeuw kreeg het gebouw een andere bestemming. Er kwam een supermarkt in, die niet al te veel geld in verbouwingen/aanpassingen investeerde. Dat veranderde in de jaren negentig van diezelfde eeuw toen het een luxe horecagelegenheid werd. Eerst heette het bedrijf De Engel (die de engel op de voorgevel plaatste, geheel in tegenstrijd tot de principes van de Gereformeerden), daarna Bazar. Het kerkinterieur (voor zover nog aanwezig) is daarbij gespaard gebleven. Echter het orgel is in 1971 verhuisd naar de hervormde kerk te Steenderen.
Het gebouw heeft een doorloop naar de achterzijde, Govert Flinckstraat 191-193. Daar was een school gevestigd met op de bovenetage een kosterwoning. De soberheid van de toegepaste bouwstijl van de school staat in contrast met de voorgevel aan de Albert Cuypstraat.
Er waren tijdens de kadasterindeling kennelijk woningen gepland op deze plaats aan de Albert Cuypstraat. De straatnummering springt ter plaatse van 168 naar 182, de nummering aan de Govert Flinckstraat verspringt niet.